# Kristianstad
Kristianstad je město v švédském kraji Skåne. Žije zde přibližně 41 tisíc obyvatel. Bylo založeno v roce 1614 Kristiánem IV. Dánským jako tzv. plánované město poté, co vyhořelo nedaleké město Vä. Po následující staletí pak město sloužilo zejména jako město, kde byly umístěné vojenské posádky.  
Ve městě se nachází nejníže položený bod ve Švédsku v nadmořské výšce 2,41 metru pod hladinou moře. V letech 1719 až 1997 bylo město správním městem okresu Kristianstad. V roce 2011 se nedaleko města konalo 22. světové skautské jamboree. Nedaleko města je produkována značka vodky Absolut. Panuje zde vlhké kontinentální podnebí.